# Ogcodes flavescens
Ogcodes flavescens är en tvåvingeart som beskrevs av White 1914. Ogcodes flavescens ingår i släktet Ogcodes och familjen kulflugor.
Artens utbredningsområde är Tasmanien. Inga underarter finns listade i Catalogue of Life.